# Susan Fiske
Susan Fiske Tufts (19 de agosto de 1952) es profesora de la Cátedra Eugene Higgins de Psicología y Relaciones Públicas en el Departamento de Psicología de la Universidad de Princeton. Es una psicóloga social conocida por su trabajo en la cognición social, los estereotipos y los prejuicios. Conduce las relaciones entre grupos, la cognición social, y el Laboratorio de Neurociencia Social en la Universidad de Princeton. Un análisis cuantitativo publicado en 2014 la identificó como la 22ª más eminente investigadora en la era moderna de la psicología (12 entre los investigadores que viven, segunda entre las mujeres). Sus contribuciones teóricas incluyen el desarrollo del modelo de contenido de estereotipo, teoría del sexismo ambivalente, el poder como la teoría de control y el modelo continuo de formación de impresiones.

## Biografía
Susan Fiske proviene de una familia de psicólogos y activistas civiles. Su abuela fue sufragista, su madre Barbara Page Fiske líder activista, su padre un influyente psicólogo de la Universidad de Chicago y su hermano Alan Page Fiske antropólogo en la Universidad de California en Los Ángeles.
En 1973 se inscribió en la Universidad de Radcliffe para estudiar en el Radcliffe College donde se graduó en Relaciones Sociales. En 1978 en la Universidad de Harvard, donde se graduó Cum Laude.
Recibió su doctorado de la Universidad de Harvard en 1978 por la tesis titulada Attention and the Weighting of Behavior in Person Perception ( La Atención y la Ponderación de Comportamiento en Percepción de la Persona. En la actualidad reside en Princeton,Nueva Jersey, con su marido, Douglas Massey, un sociólogo de Princeton.

## Trayectoria laboral
Shelley Taylor, profesora asistente en la Universidad de Harvard, fue el primer modelo a seguir de Susan Fiske. En el último semestre de su último año, las dos trabajaron juntas en el estudio de la cognición social, en particular la atención tiene efecto en situaciones sociales. Después de su graduación, Fiske continuó en el campo de la cognición social. En ese momento, e incluso hoy en día, no había conflicto entre los campos de la psicología social y la psicología cognitiva, y algunos investigadores quería mantener estos dos campos separados. La experiencia de Fiske con este conflicto y su interés en el campo de la cognición social provocó la inspiración de la primera edición de Fiske. Este libro proporciona una visión general de las teorías en desarrollo y los conceptos emergentes en el campo de la cognición social, al explicar los procesos cognitivos utilizar para comprender situaciones sociales, nosotros y los demás. Fiske y Steven Neuberg pasaron a desarrollar el primer modelo de doble proceso de la cognición social, el "modelo continuo." Ella dio testimonio de un experto en el caso histórico, " Hopkins vs Price Waterhouse ", que finalmente fue escuchado por el Tribunal Supremo de los Estados Unidos, convirtiéndose en la primera psicóloga social en testificar en un caso de discriminación de género. Este testimonio condujo a un interés continuo en el uso de la ciencia psicológica en contextos legales. Después de este caso, Fiske empezó a interesarse por la investigación de género. Trabajó con Peter Glick, Fiske analizó la dependencia de las interacciones entre hombres y mujeres, lo que llevó al desarrollo de la teoría del sexismo ambivalente. Recientemente, Fiske ha estado involucrada en el campo de la neurociencia cognitiva social. Este campo emergente examina cómo los sistemas neuronales están involucrados en los procesos sociales, tales como la percepción de la persona. El propio trabajo de Fiske ha examinado los sistemas neuronales implicados en los estereotipos, hostilidad intergrupo y la formación de impresiones.
Susan Fiske es expresidenta de la Asociación para la Ciencia Psicológica, la Sociedad de Personalidad y Psicología Social, la Federación de Asociaciones en Behavioral and Brain Sciences, y la Fundación para el Avance de la Behavioral and Brain Sciences. También fue elegida miembro de la Academia Nacional de Ciencias, la Academia Americana de las Artes y las Ciencias y de la Academia Americana de Ciencias Políticas y Sociales. Es autora de más de 300 publicaciones y ha escrito varios libros, incluyendo sus 2010 trabajo seres sociales: A Motivos Core enfoque de la Psicología Social y la cognición social, un texto de nivel graduado que define el subcampo ahora-popular de la cognición social. Ha editado el Annual Review of Psychology.

### Sus contribuciones en el campo de la psicología
Las más conocidas en el campo de la psicología son el modelo de contenido de estereotipo, teoría del sexismo ambivalente, el modelo continuo de formación de impresiones y la teoría de la potencia de control. También es conocida por el término avaro cognitivo, acuñado con su asesor graduado Shelley E. Taylor, refiriéndose a las tendencias de los individuos para usar atajos cognitivos y heurística.
Modelo de contenido de los estereotipos. El modelo de contenido de los estereotipos (SMC) es una teoría psicológica argumentando que las personas tienden a percibir los grupos sociales a lo largo de dos dimensiones fundamentales: el calor y la competencia. El SMC se desarrolló originalmente para entender la clasificación social de los grupos dentro de la población de los EE.UU. Sin embargo, el SMC ya se ha aplicado al análisis de las clases sociales y las estructuras de un país a otro y de la historia.
La teoría del sexismo ambivalente. Fiske y Peter Glick desarrollaron el sexismo ambivalente inventario (ASI) como una forma de entender el prejuicio contra las mujeres. El ASI postula dos sub-componentes de los estereotipos de género: sexismo hostil (hostilidad macho hacia las mujeres) y sexismo benévolo (idealizar y proteger a las mujeres).
Teoría del poder como control. Power as control pretende explicar cómo el poder social motiva a la gente a prestar atención o ignorar a otros. En este marco, la potencia se define como el control sobre los recursos valorados y sobre los resultados de los demás. Individuos de baja potencia asisten a los que controlan los recursos, mientras que los poderosos no tienen que asistir a las personas de baja potencia (ya que los individuos de alta potencia puede, por definición, conseguir lo que quieren).
Modelo continuo de la formación de impresiones. Este modelo describe el proceso por el cual formamos impresiones de los demás. La formación de impresiones se enmarca como función de dos factores: la información disponible y las motivaciones del perceptor. De acuerdo con el modelo, estos dos factores ayudan a explicar la tendencia de las personas a aplicar procesos de estereotipos contra los procesos de individuación cuando se forman las impresiones sociales.

## Premios y reconocimientos
- En 2013 se convirtió en miembro electo de la Academia Nacional de Ciencias.
- En 2012, Fiske recibió el Premio al Liderazgo en Ciencias de la Diversidad, de la Universidad de California en Los Ángeles.
- En 2011, fue elegida Fiske a la comunión de la Academia Británica y también  nombrada presidenta honoraria de la Asociación Canadiense de Psicología.
- En 2010, fue galardonada con la Asociación Americana de Psicología Premio a la Contribución Científica Distinguida.
- En 2009, incluyendo una beca Guggenheim, la Asociación para la Ciencia Psicológica Premio William James Fellow, la Society for Personality and Social Psychology Donald Campbell Premio, y la Universidad de Princeton Premio Mentores Graduate School.
- En 2008 fue nombrada Presidenta de la Fundación para el Avance de Behavioral and Brain Sciences.
- En 2008, recibió el Premio Fiske Staats de Psicología de la unificación, de la Asociación Americana de Psicología.
- En 2006 recibió el Premio por Servicios Distinguidos, Sociedad de Personalidad y Psicología Social.
- Se le concedió grados honorarios de la Universidad de Basilea en 2013, la Universidad de Leiden en 2009 y la Universidad Católica de Lovaina en 1995.
- En 2002 fue Presidenta de la Sociedad de Personalidad y Psicología Social, División 8 de la American Psychological Association, y la Sociedad Americana de Psicología.